# Sløjdforeningen af 1902
Sløjdforeningen af 1902 (1902-1978) var en forening for sløjdlærere efter Askov-Nääs-sløjdsystemet.
»Sløjdforeningen af 1902« blev sammenlagt med »Dansk Sløjdlærerforening« (1898-1978) i 1978 til den fælles forening »Danmarks Sløjdlærerforening«. Igennem hele første halvdel af 1900-tallet havde der været en skarp strid de to foreninger imellem. Sløjdforeningen af 1902 var blevet oprettet med den målsætning at skabe ligestilling mellem de to sløjdretninger og fremme sløjden efter Nääs-systemet.
Indtil 1912 havde »Dansk Sløjdforening« (1886-1918) stået for fordelingen af statens tilskud, men Sløjdforeningen af 1902 fik udvirket, at ministeriet overtog fordelingen, og ligeledes fra 1912 blev der afholdt ligestillede sløjdlærereksamener på de to skoler.
Aksel Mikkelsen var blevet tilsynsførende sløjdinspektør i 1907, men han repræsenterede jo Dansk Skolesløjd, Dansk Sløjdlærerforening og Dansk Sløjdlærerskole. I 1921 blev der udnævnt en tilsynsførende med undervisningen i Askov-Nääs-sløjd udvirket af Sløjdforeningen af 1902.
Den ligestilling mellem Dansk Skolesløjd og Askov Skolesløjd, som Sløjdforeningen af 1902 havde kæmpet for, fik de i 1971, da staten overtog udgifterne. Det kunne først lade sig gøre, da Askov Sløjdlærerskole overgik fra at være privatejet til at være en selvejende institution. Dansk Sløjdlærerskole i København var i 1918 blevet overtaget af staten og kunne derfor få fuld dækning af udgifter.
Foreningen udsendte Sløjdbladet (1903-1978) og sløjdfaglig og -pædagogisk litteratur, senest gennem Sløjdforlaget af 1970 A/S.
Forstander Anders Nielsen var en bærende kraft i foreningen, også efter sin egen formandstid; men penneføreren ved forhandlinger og debatter var som regel lærer Lars Thane (1865-1944) i Skanderborg. Han havde taget sløjdlærereksamen i Askov i 1904 og virkede i mange år som lærer i faget ved Skanderborg Kommuneskole.

## Formænd for Sløjdforeningen af 1902
- 1902-1904 Sløjdlærer Anders Nielsen (senere forstander), Askov
- 1904-1911 Lærer Anton Thuesen (f. 1868), Gamtofte
- 1911-1924 Seminarieforstander Hemming Skat Rørdam, Haderslev
- 1924-1931 Højskoleforstander J. Th. Arnfred, Askov
- 1931-1953 Seminarieforstander Th. Egebæk, Skårup
- 1953-1965 Seminarielektor Aksel Sørensen, Ribe
- 1965-1971 Seminarielektor Åge Christensen, Skørping
- 1971-1972 Viceskoleinspektør K. H. Yde, Ulfborg
- 1972-1976 Seminarieadjunkt Theodor Nielsen, Skårup
- 1976-1978 Skolekonsulent Anton Lerche, Egtved – (1978-1993 formand for Danmarks Sløjdlærerforening)